# Saint-Étienne-du-Valdonnez
Saint-Étienne-du-Valdonnez es una población y comuna francesa, situada en la región de Languedoc-Rosellón, departamento de Lozère, en el distrito de Mende y cantón de Mende-Sud.

## Demografía
| 434 | 405 | 355 | 383 | 384 | 469 |
| Para los censos de 1962 a 1999 la población legal corresponde a la población sin duplicidades (Fuente: INSEE [Consultar]) |     |     |     |     |     |